# Fred Coppula
Frédéric Goureau, dit Fred Coppula, né le 20 mai 1968, est un réalisateur et producteur français de films pornographiques.

## Biographie
Fred Coppula, pseudonyme faisant référence au réalisateur américain Francis Ford Coppola, commence sa carrière en amateur et en fondant sa propre société de production, Luxor Production, jusqu'à ce que Francis Mischkind, patron de la société Blue One, le contacte pour lui proposer de travailler avec lui. Il n'hésite pas à accepter cette proposition qui le décharge de tous les tracas de la distribution de ses films, lui permettant de s'adonner entièrement à la réalisation cinématographique en bénéficiant de plus gros budgets. Il réalise pour Blue One des films comme Niqueurs nés (pastiche de Tueurs nés avec Océane, Ian Scott et Karen Lancaume) et révèle Clara Morgane qu'il dirige à sept reprises, soit la totalité de la filmographie X de l'actrice. Il est ensuite son compagnon durant plusieurs années.
Outre Clara Morgane, Fred Coppula dirige quelques-unes des principales actrices pornographiques du moment, comme Estelle Desanges, Rita Faltoyano,  Mélanie Coste ou Nina Roberts, et lance également d'autres actrices, comme Loan Laure (La Menteuse). 
En 2003, il rompt son accord avec Blue One et fonde sa propre société, appelée Studio X puis Fred Coppula Prod. À partir de 2005, il se consacre essentiellement à ses activités de producteur et distribue en France les films de Greg Centauro et Christophe Clark, et ne réalise plus qu'un ou deux films par an.
En 2007, il retrouve Ian Scott pour tourner Max 3, le troisième épisode de Max, le héros récurrent qu'ils ont créé ensemble en 2000. Ils réunissent pour l'occasion les principales actrices françaises : Nomi, Chloé Delaure, Léa Lazur, Moana Mendez, ainsi que les actrices internationales Silvia Saint et Dora Venter.
En 2008, il reprend son activité de réalisateur et lance la série des Castings de Fred Coppula afin de mettre en valeur les révélations du X françaises de l'année : Milka Manson, Cecilia Vega, Angell Summers, Lou Charmelle, etc,.
Le 13 décembre 2011, Frédéric Goureau dépose la marque « Fred Coppula » pour une durée de dix ans auprès de l'INPI.

## Filmographie sélective
- 1997 : Fantasmotron
  - avec Océane, Chipy Marlow, Enora Stuart...
- 1997 : Fantasmotron 2
  - avec Raffaëla Anderson, Sabrina Ricci
- 1999 : Niqueurs-nés
  - avec Ian Scott, Océane, Karen Lancaume...
- 1999 : Tournage X 2
  - avec Céline Bara, Océane, Nathalie Dune, Maud...
- 1999 : Tournez Cochonnes
  - avec Bamboo, Alicia "Janine Foxlet"
- 2000 : L'Emmerdeuse
  - avec Estelle Desanges, Silvia Saint, Fovéa, Titof, Ian Scott...
- 2000 : Max, portrait d'un serial-niqueur
  - avec Ian Scott, Sebastian Barrio, Laura Angel...
- 2001 : La Collectionneuse
  - avec Clara Morgane, Greg Centauro, Sebastian Barrio, Estelle Desanges, Pascal Saint James, Ian Scott ...
- 2001 : Max 2
  - avec Ian Scott, Clara Morgane, Estelle Desanges...
- 2001 : Projet X
  - avec Estelle Desanges, Océane, Clara Morgane, Greg Centauro, Nomi, Bamboo, Sebastian Barrio, Titof, Pascal Saint James, Sabrina Ricci
- 2002 : La Candidate
  - avec Clara Morgane, Estelle Desanges, Greg Centauro, Nomi, Ian Scott, Sebastian Barrio...
- 2002 : La Cambrioleuse
  - avec Clara Morgane, Delfynn Delage, Nomi, Greg Centauro, Ian Scott, Tony Carrera...
- 2002 : Les Dessous de Clara Morgane
  - avec Clara Morgane, Greg Centauro, Estelle Desanges...
- 2002 : Le Journal de Pauline
  - avec Estelle Desanges, Clara Morgane, Mélanie Coste, Greg Centauro, Nomi, Rita Faltoyano, Manuel Ferrara, Ian Scott...
- 2003 : Scandale
  - avec Mélanie Coste, Laura Angel, Véronique Lefay, Ian Scott, Sonia Carrere, HPG...
- 2003 : La Menteuse
  - avec Loan Laure, Mélanie Coste, Tiffany Hopkins, Véronique Lefay, Sebastian Barrio, Ian Scott, Bamboo, Pascal Saint James...
- 2003 : La Sulfureuse
  - avec Tiffany Hopkins, Monica Sweetheart, Delfynn Delage...
- 2004 : La Totale
  - avec Nina Roberts, Ian Scott, Loan Laure, Sonia Carrere, HPG, Laetitia...
- 2004 : Salopes 1
- 2004 : Chrono sex
  - avec Nina Roberts, Nomi, Tiffany Hopkins...
- 2004 : Salopes 2
- 2004 : Tentations...d'une femme mariée
  - avec Loan Laure, Ian Scott, Nina Roberts...
- 2004 : Les Petites Vicieuses
- 2005 : Fuck Club
- 2005 : Salopes 3
  - avec Delfynn Delage, Lanny Barbie, Lydia St. Martin, Nomi, Oksana d'Harcourt...
- 2006 : Les petites vicieuses 2
- 2006 : Jeux Interdits X
- 2007 : Max 3
  - avec Ian Scott, Sebastian Barrio, Nomi...
- 2008 : Les Castings de Fred Coppula, Acte 1
  - avec Anksa Kara, Lou Charmelle, Milka Manson et Shannya Tweeks
- 2008 : Les Castings de Fred Coppula, Acte 2
  - avec Candice Angel, Cecilia Vega, Mia Moore et Tania Ritz
- 2009 : Les Castings de Fred Coppula, Acte 3
  - avec Angell Summers, Axelle Parker, Elke et Sothy Hiko
- 2009 : Les Castings de Fred Coppula, Acte 4
  - avec Loona Luxx, Lea Fast, Shana Spirit et Stella Delcroix
- 2010 : Les Castings de Fred Coppula, Acte 5

## Distinctions

### Récompenses
- 1999 : Hot d'Or : Best New European Director (Niqueurs-nés)
- 2000 : Hot d'Or : Best European Director (L'Emmerdeuse)
- 2005 : FICEB : Ninfa Best Director (Fuck Club)